# Dehumanizer
| 전문가 평가                   | 전문가 평가 |
| 평가 점수                     | 평가 점수   |
| 출처                          | 점수        |
| ----------------------------- | ----------- |
| AllMusic                      | [ 1 ]       |
| Entertainment Weekly          | B+          |
| Piercingmetal.com             | (3.75/5)    |
| The Rolling Stone Album Guide | [ 4 ]       |
| Classic Rock                  | 7/10        |

《Dehumanizer》는 1992년 6월 22일에 발매된 영국의 록 밴드 블랙 사바스의 열여섯 번째 스튜디오 음반이다.
이 음반은 보컬리스트 로니 제임스 디오와 드러머 비니 어피스가 참여한 10여년 만에 나온 블랙 사바스의 첫 스튜디오 음반이었으며, 이들은 9년 만에 오리지널 베이시스트 기저 버틀러를 선보였다. 버밍엄에 있는 리치 비치 스튜디오에서 초창기 작사와 데모 세션은 드러머인 코지 파월이 참여했고, 이 세션들의 해적판에 존재한다.
이 음반의 라인업인 디오, 어피스, 버틀러 및 기타리스트 토니 아이오미는 2006년에 다시 만나 《Black Sabbath: The Dio Years》라는 히트곡 세트와 2009년에 새로운 스튜디오 음반 《The Devil You Know》(헤븐 & 헬로 홍보됨)을 발표했다.
이 음반은 보너스 콘텐츠와 함께 2011년 2월 7일에 재발매되었다.

## 곡 목록
모든 곡들은 기저 버틀러, 로니 제임스 디오 그리고 토니 아이오미에 의해 작사/작곡하였다.
| #  | 제목                     | 재생 시간 |
| -- | ------------------------ | --------- |
| 1. | 〈Computer God〉         | 6:10      |
| 2. | 〈After All (The Dead)〉 | 5:37      |
| 3. | 〈TV Crimes〉            | 3:58      |
| 4. | 〈Letters from Earth〉   | 4:12      |
| 5. | 〈Master of Insanity〉   | 5:54      |

| #   | 제목                   | 재생 시간 |
| --- | ---------------------- | --------- |
| 6.  | 〈Time Machine〉       | 4:10      |
| 7.  | 〈Sins of the Father〉 | 4:43      |
| 8.  | 〈Too Late〉           | 6:54      |
| 9.  | 〈I〉                  | 5:10      |
| 10. | 〈Buried Alive〉       | 4:47      |